# Karl von Prantl (młodszy)
Karl Anton Eugen von Prantl (ur. 10 września 1849 w Monachium, zm. 24 lutego 1893 we Wrocławiu) – niemiecki botanik. Wspólnie z Adolfem Englerem napisał wielotomowe dzieło Die Natürlichen Pflanzenfamilien. Był profesorem Uniwersytetu Wrocławskiego oraz dyrektorem ogrodu botanicznego we Wrocławiu. Jego ojcem był filozof i filolog klasyczny Karl von Prantl.
Studiował na Uniwersytecie w Monachium. W trakcie badań nad florą Bawarii rozwinęło się w nim zainteresowanie roślinami zarodnikowymi, zwłaszcza mszakami. W 1870 uzyskał promocję doktorską. W kolejnym roku przeniósł się do Würzburga, gdzie podjął studia nad fizjologią roślin. Habilitował się w 1873 na podstawie rozprawy z zakresu anatomii. Jesienią 1876 przyjął powołanie na stanowisko profesora Akademii Leśnej w Aschaffenburgu, gdzie pozostał przez 13 lat. W 1880 został członkiem Leopoldiny. Przeniósł się do Wrocławia w 1889 na stanowisko profesora botaniki i dyrektora Ogrodu Botanicznego. Zmarł na gruźlicę w 44. roku życia. 